# Stephen Andrea Mpashi
Stephen Andrea Mpashi, född den 3 december 1920 i Kasama i dåvarande Nordrhodesia, död 1998, var en zambisk författare, som framför allt skrev på sitt modersmål bemba.
Mpashi hade sedan före självständigheten skrivit ett flertal noveller, romaner och dikter; bland annat satiriska berättelser om livet i gruvområdet Copperbelt. Många av hans böcker gavs ut med stöd från katolska kyrkan. Efter självständigheten 1964 blev han chef för utgivningen av inhemsk litteratur i Zambia, och 1969 publicerade han på engelska en biografi över Betty Kaunda, fru till Zambias president Kenneth Kaunda. Han är en av få zambiska författare som fått ett verk översatt till ett annat inhemskt språk: hans Uwakwensho Bushiko översattes till nyanja av Jacob N. Zulu 1963. Han har även varit föremål för en doktorsavhandling, "The Influence of Oral Narrative Traditions on the Novels of Stephen A. Mpashi" av Kalunga S. Lutato (University of Wisconsin, 1980).
Mpashi prisades ofta för sina verks goda struktur och språk samt intressanta tematik, men han var även viktig för det sätt på vilket han har dokumenterat bembafolkets historia.